# طوطی سیشل
طوطی سیشل (نام علمی: Psittacula wardi) نام یک گونه منقرض‌شده از تیره طوطیان سبز است، که بومی سیشل در اقیانوس هند بود. در سال ۱۸۶۷ توسط پرنده شناس بریتانیایی ادوارد نیوتن نام‌گذاری شد.